# Rotary International
Rotary International er er en verdensomspændende organisation bestående af Rotary klubber med ca. 1,2 mio. medlemmer i ca. 200 lande og geografiske områder. I Danmark er der ca. 10.000 medlemmer i 263 klubber (2019).
En rotaryklubs medlemmer er kvinder og mænd, som repræsenterer et bredt udsnit af det omgivende samfunds brancher og erhverv.
Et af Rotarys vigtigste formål er at arbejde for fred og forståelse, ikke kun på verdensplan, men også i de lokale samfund. Andre af Rotarys formål er at arbejde efter høje etiske idealer og at bidrage til en omfattende humanitær og uddannelsesmæssig indsats, ikke mindst i ulandene.
Over hele verden holder rotarianerne et ugentligt møde af et par timers varighed. På programmet kan stå brancheorienterede emner og andre emner af såvel lokal/national som af international karakter. Til alle møder er gæster velkomne.
Medlemskab af Rotary opnås via invitation fra et andet medlem i området eller ved henvendelse via rotary.org til en klub. Målet for klubberne er dels at udgøre et netværk for medlemmerne samt at hjælpe og skaffe service i klubbens nærområde såvel som i resten af verden. Mange projekter bliver organiseret i lokalområdet, mens andre er organiseret globalt.
Rotarianeres rolle i magthierarkiet i Amerikas Forenede Stater har ofte været bemærket.
Det mest bemærkelsesværdige aktuelle globale projekt, Polio-Plus, bidrager til udryddelsen af polio over hele verden. Siden begyndelsen af projektet i 1985 har rotarianerne bidraget med over 500 millioner USD og titusinder af frivillige timer, hvilket har ført til at over en milliard af verdens børn er blevet vaccineret. Inspireret af Rotarys engagement har World Health Organization (WHO) vedtaget en resolution i 1988 om at udrydde polio inden år 2000. I partnerskab med WHO, UNICEF og United States Centers for Disease Control and Prevention er Rotary anerkendt af de Forenede Nationer som den private nøgle-partner i denne udryddelsesindsats. Rotary International samarbejder med Melinda og Bill Gates Foundation om bekæmpelsen af polio. Fonden giver således to dollars hver gang Rotary indsamler en dollar til poliobekæmpelsen. I 2019 er der nu kun ca. 20 nye tilfælde af polio. Det er Rotarys mål at udrydde polio og derefter sikre at den ikke spreder sig igen.
Andre af Rotarys mest synlige programmer omfatter Rotary Youth Exchange, et udvekslingsprogram for studerende på gymnasieniveau, og Rotarys ældste program. Mere end 30.000 mænd og kvinder fra 100 nationer har studeret i udlandet under rammerne af Ambassadorial Scholarship, og i dag er det verdens største privat finansierede scholarship program. I 2002-2003 blev der uddelt stipendier på ca. 26 mio. USD på godt 1.200 modtagere i 69 lande der studerede i 64 nationer.
Fra 2002 har The Rotary Foundation samarbejdet med 8 universiteter rundt om i verden om at skabet Rotary Centers for International Studies i fred og konfliktløsning. Universiteterne omfatter International Christian University (Japan), University of Queensland (Australia), Institut d'Etudes Politiques de Paris (Sciences Po) (France), University of Bradford (Storbritannien), University del Salvador (Argentina), University of North Carolina at Chapel Hill (USA), Duke University (USA), og University of California, Berkeley USA). Rotary World Peace Fellows gennemfører en toårig uddannelses på masterniveau i konflikt løsning, fredsstudier og internationale relationer. Den første årgang fik eksamen i 2004.
Rotary fejrede sit 100 års jubilæum den 23. februar 2005.

## Kendte Rotarianere

### Æresmedlemmer
Personer som har udmærket sig ved meritgivende tjeneste til fremme for Rotarys idealer kan opnå æresmedlemsskab af en Rotary klub. Æresmedlemskab tildeles kun i sjældne tilfælde. Æresmedlemmer skal ikke betale kontingent. De har ikke stemmeret, og kan ikke vælges til tillidsposter i deres klub. Æresmedlemskabet er tidsbegrænset og slutter automatisk efter en periode, normalt et år. Det kan forlænges i yderligere et år, men kan også trækkes tilbage uden varsel.
- Augusto Pinochet, Chile, Chilensk General og diktator
- Douglas MacArthur, Amerikansk general i 2. verdenskrig
- George W. Bush, Amerikansk præsident
- Ronald Reagan, Amerikansk præsident
- Dianne Feinstein, Amerikansk Demokratisk Senator
- Kong Hassan 2. af Marokko
- Margaret Thatcher, Britisk Premierminister
- Prins Rainier III af Monaco
- Prins Bernhard af Holland
- Kong Baudouin 1. af Belgien
- Kong Albert 1. af Belgien
- Prins Philip, hertug af Edinburgh
- Kong Carl XVI Gustaf af Sverige
- Walt Disney, USA
- L. Gordon Cooper, amerikansk astronaut
- Neil A. Armstrong, amerikansk astronaut
- Woodrow Wilson, Amerikansk præsident
- Calvin Coolidge, Amerikansk præsident
- Herbert Hoover, Amerikansk præsident
- Franklin D. Roosevelt, Amerikansk præsident
- Harry S. Truman, Amerikansk præsident
- Dwight D. Eisenhower, Amerikansk præsident
- John F. Kennedy, Amerikansk præsident
- Richard Nixon, Amerikansk præsident
- Gerald Ford, Amerikansk præsident
- Edward 8., Hertug af Windsor
- Winston Churchill, Britisk Premierminister
- Thor Heyerdahl, Norsk eventyrer
- Sir Edmund Hillary, Den første på toppen af Mount Everest
- Alan Bartlett Shepard, Jr., Første amerikanske astronaut
- Charles Lindbergh, Første pilot som alene krydsede Atlanterhavet
- Thomas A. Edison, Amerikansk opfinder
- John J. Pershing, Amerikansk General i 1. verdenskrig

### Tidligere og nuværende Aktive medlemmer
- Prescott Bush, Amerikansk forretningsmand
- Jesse Helms, Amerikansk Senator
- Aesgeir Asgeirsson, Islands præsident.
- Jimmy Carter, Amerikansk præsident
- Neville Chamberlain, Britisk Premierminister
- Jan Masaryk, Tjekkoslovakiets præsident
- Soleiman Franjieh, Præsident i Libanon
- Frank Borman, Amerikansk astronaut
- Richard E. Byrd, Amerikansk admiral og arktisk opdagelsesrejsende
- Thomas Mann, Tysk forfatter
- Earl Warren, Højesteretspræsident i USA
- Guglielmo Marconi, Italiensk opfinder
- Charles H. Mayo, Medgrundlægger af Mayo klinikken, USA
- Albert Schweitzer, modtager af Nobelprisen
- Orville Wright, flypioner
- Thorkild Simonsen, tidl. minister og borgmester i Aarhus